# Lešná

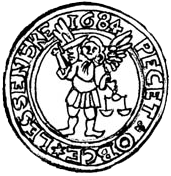
Pečeť obce

Lešná je obec v okrese Vsetín Zlínského kraje. Žije zde přibližně 2 100 obyvatel. První písemná zpráva o obci pochází z roku 1347, někdy je uváděn také letopočet 1355.

## Části obce
- Lešná
- Jasenice
- Lhotka nad Bečvou
- Mštěnovice
- Perná
- Příluky
- Vysoká

## Památky
- Zámek Lešná – z 1. pol. 17. století, postaven na místě středověké tvrze ze 14. století. Zámecký park patří k nejbohatším dendrologickým lokalitám okresu. Zde rostoucí habr s obvodem 825 cm (srůst sedmi kmenů) je největší ve střední Evropě.
- Kostel sv. Michaela – barokní kostel s nástropními freskami Josefa Sattlera, od roku 1972 národní kulturní památka. Poblíž kostela se nacházejí hrobky hrabat Kinských.
- zbylé dvě kaple křížové cesty

## Fotogalerie

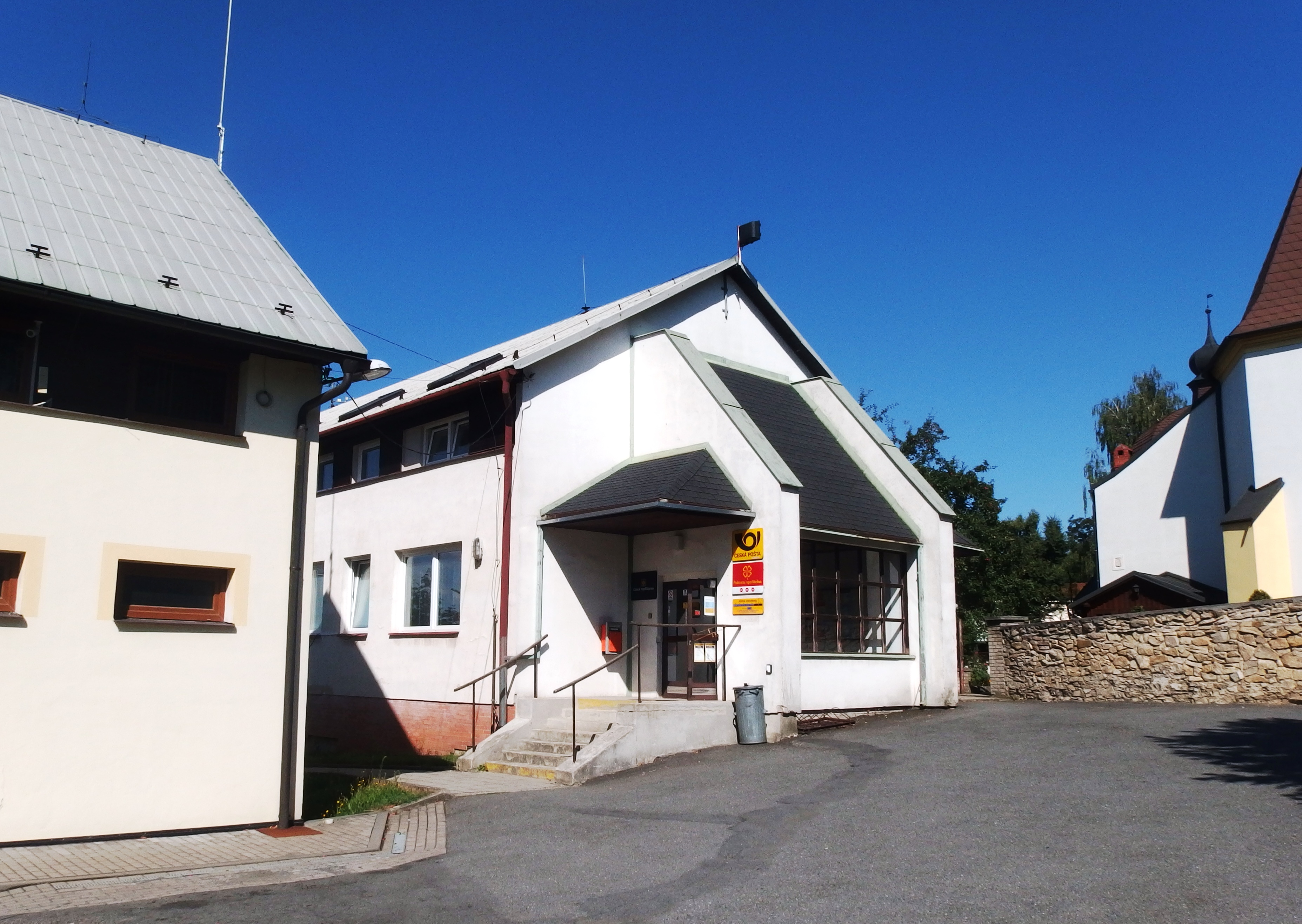
Pošta
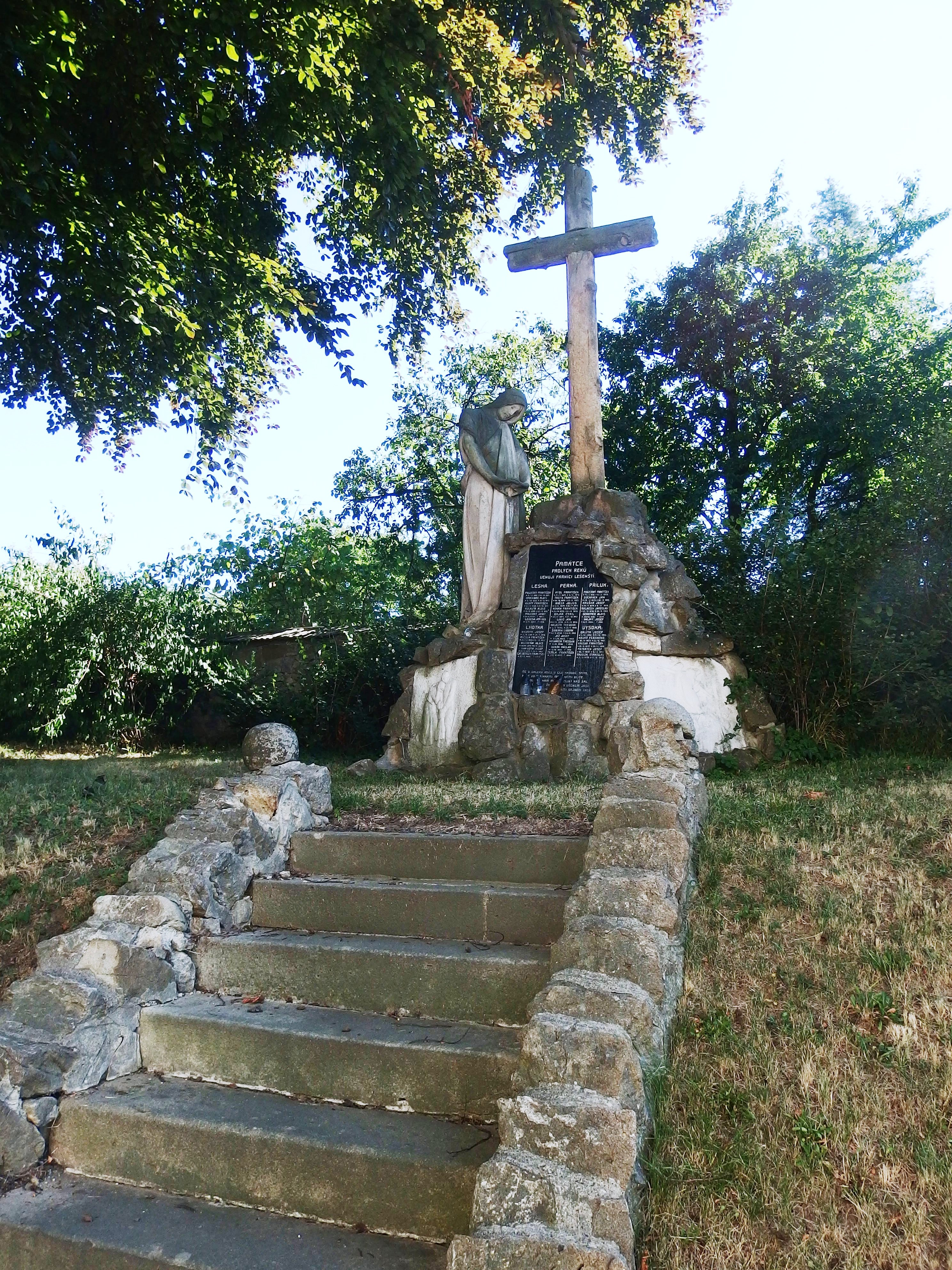
Pomník
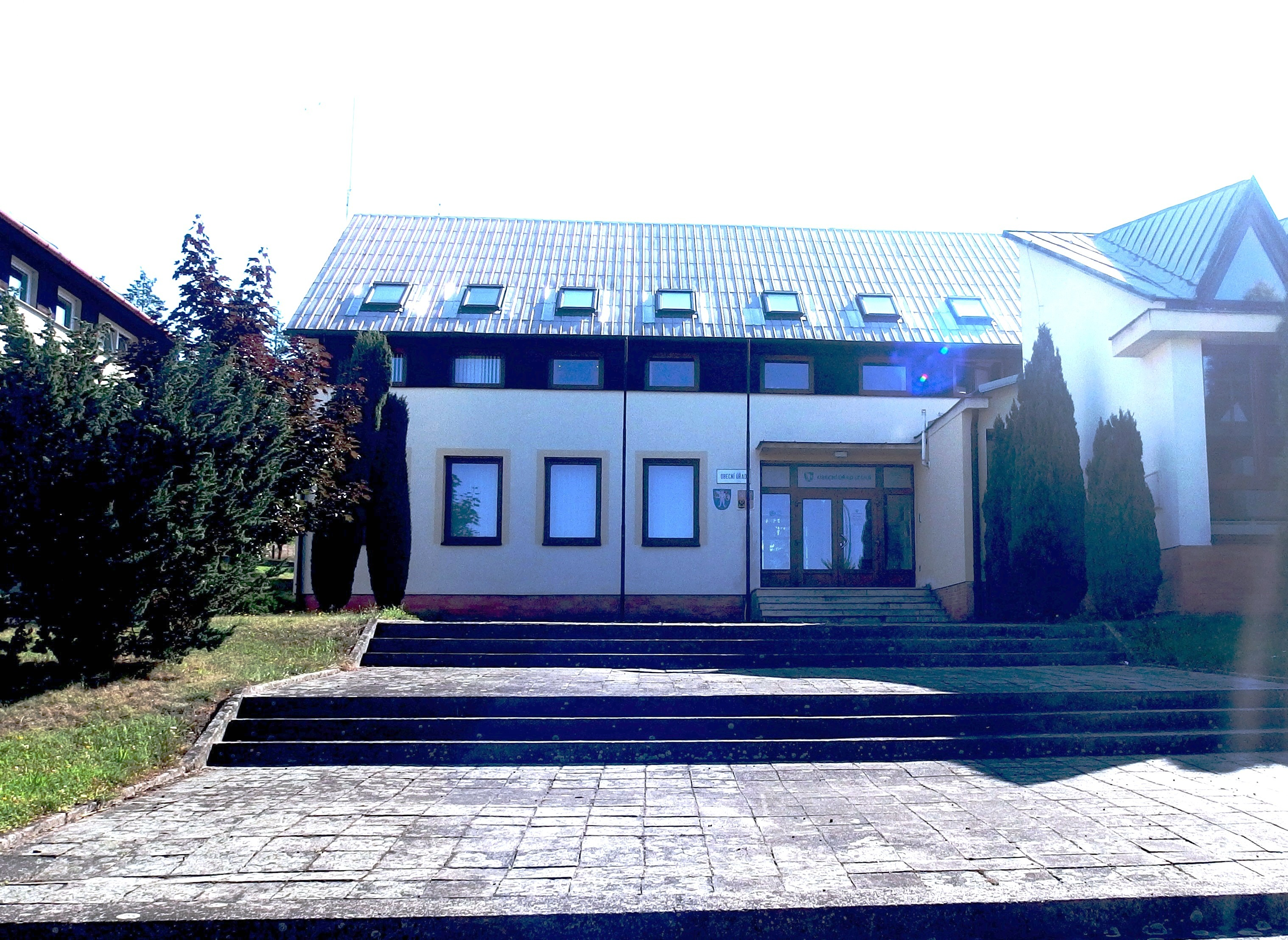
Obecní úřad
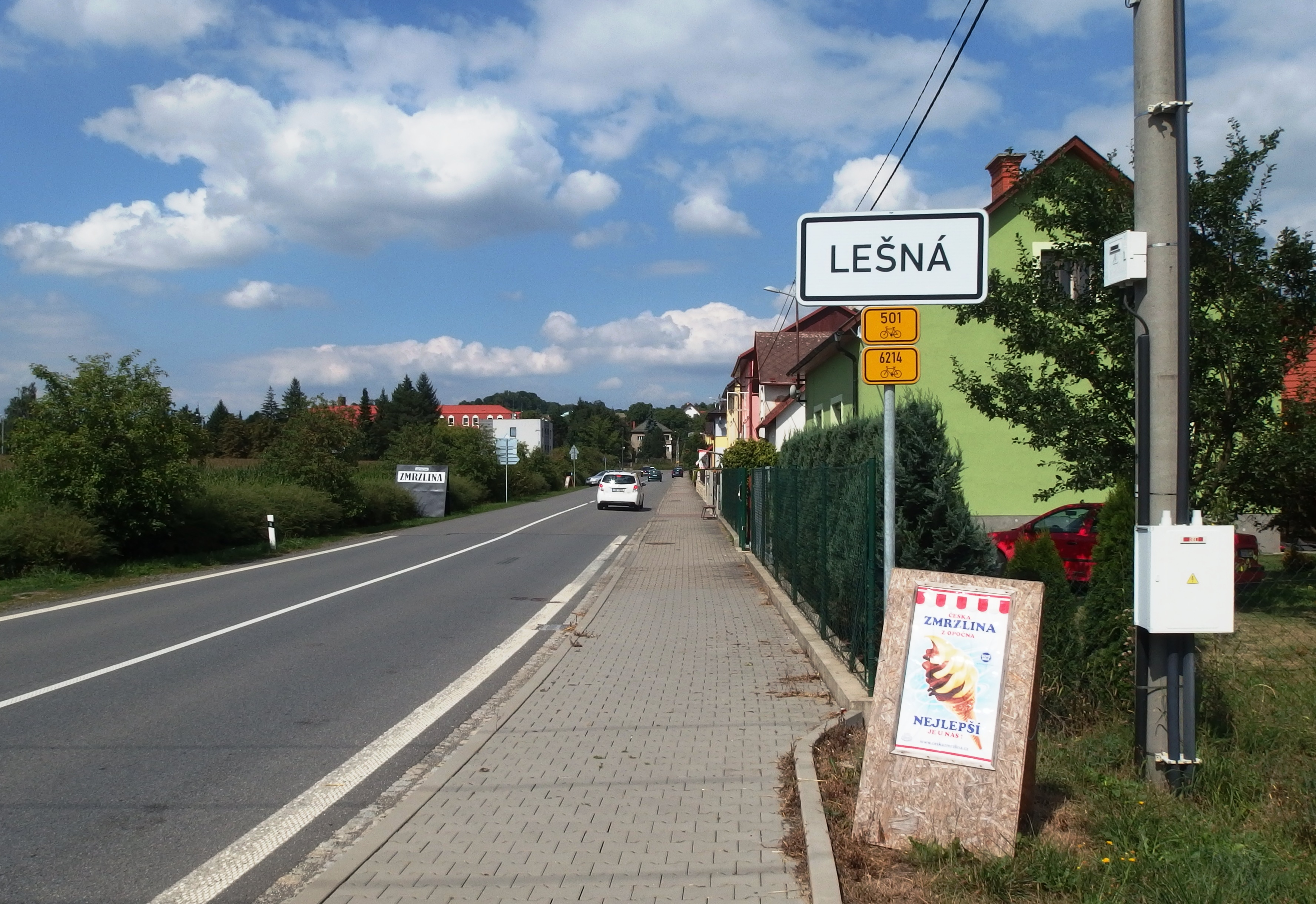
Začátek obce
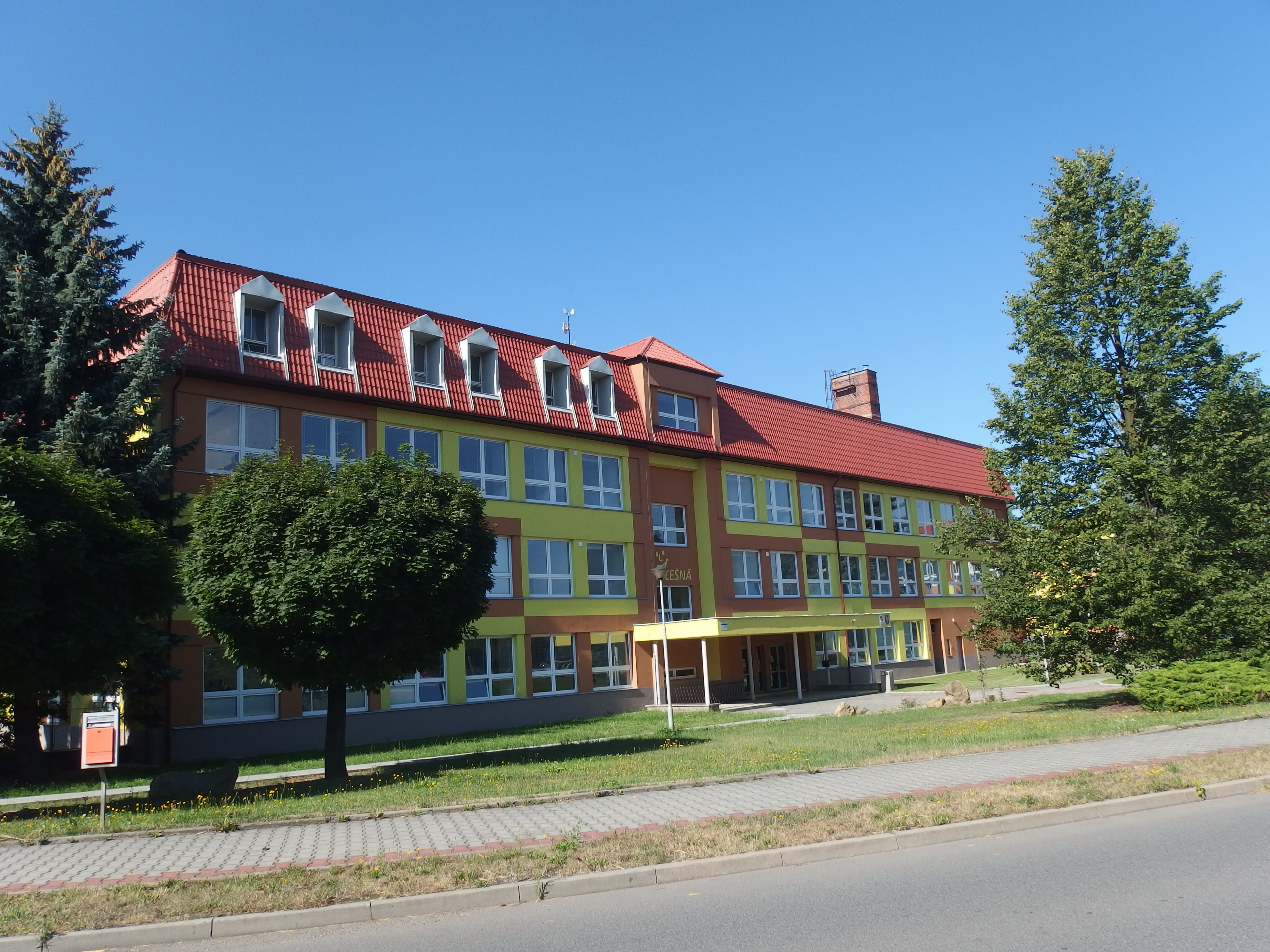
Škola
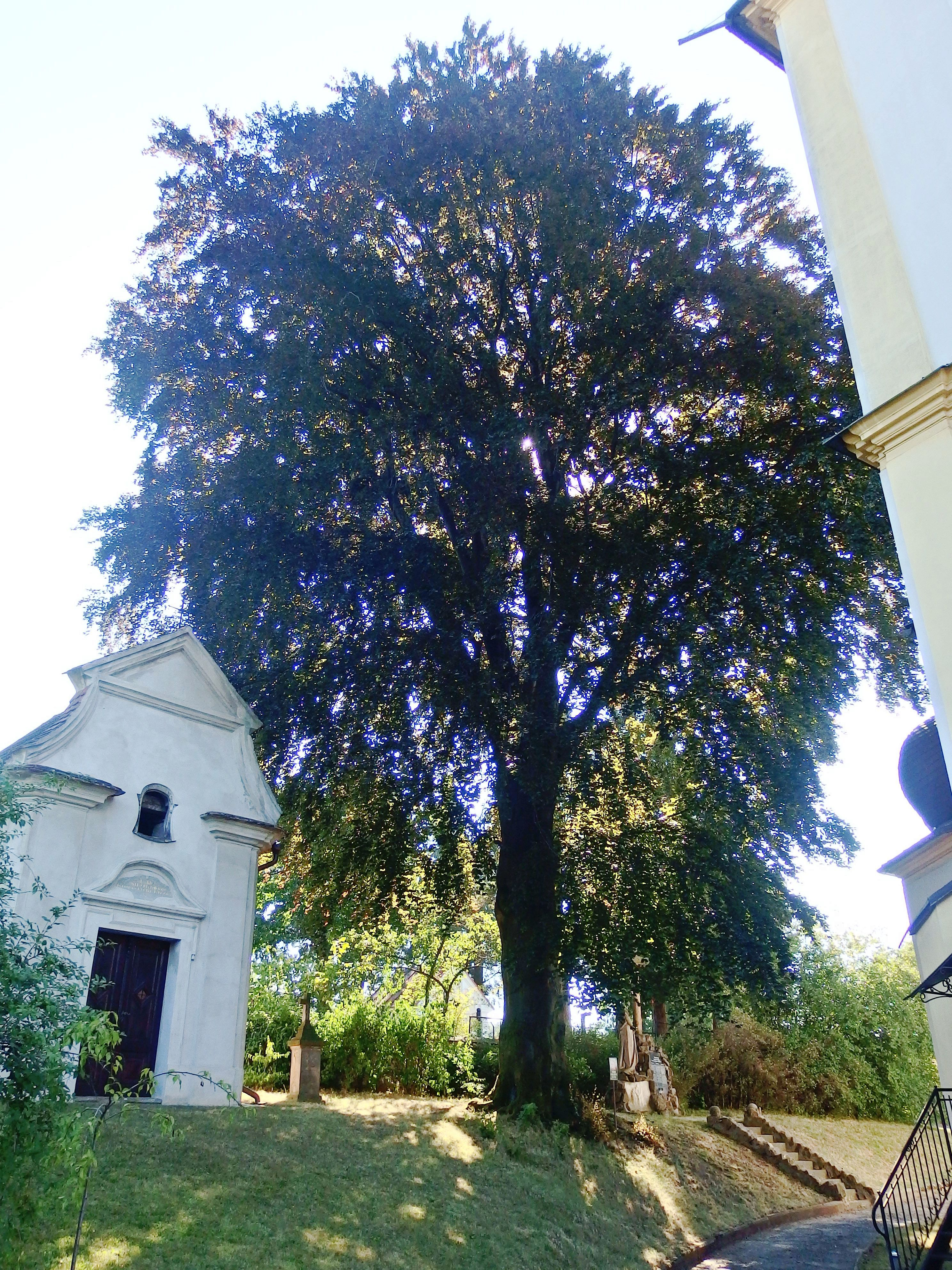
Bessova kaple
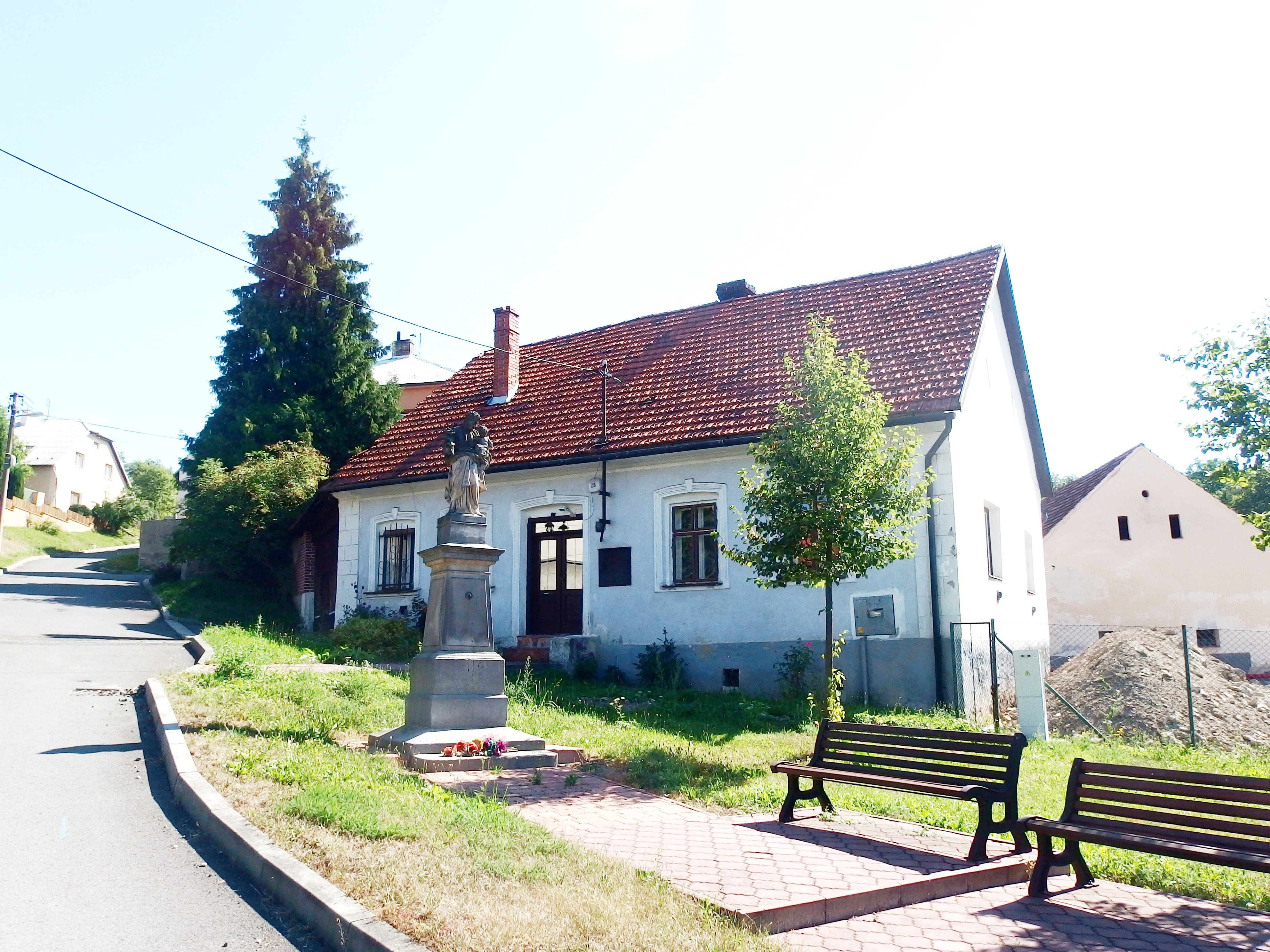
Svatý Josef
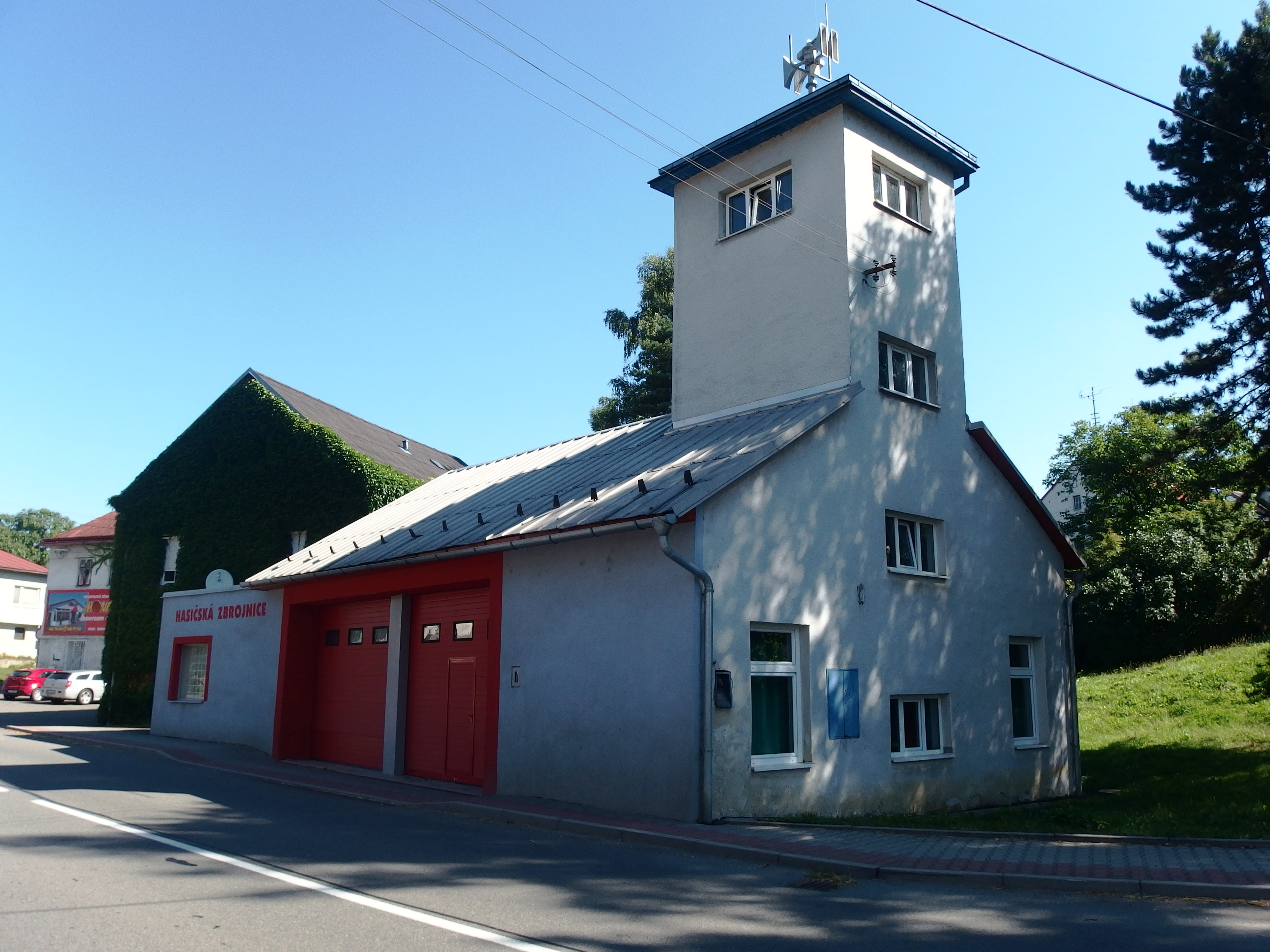
Hasičská zbrojnice
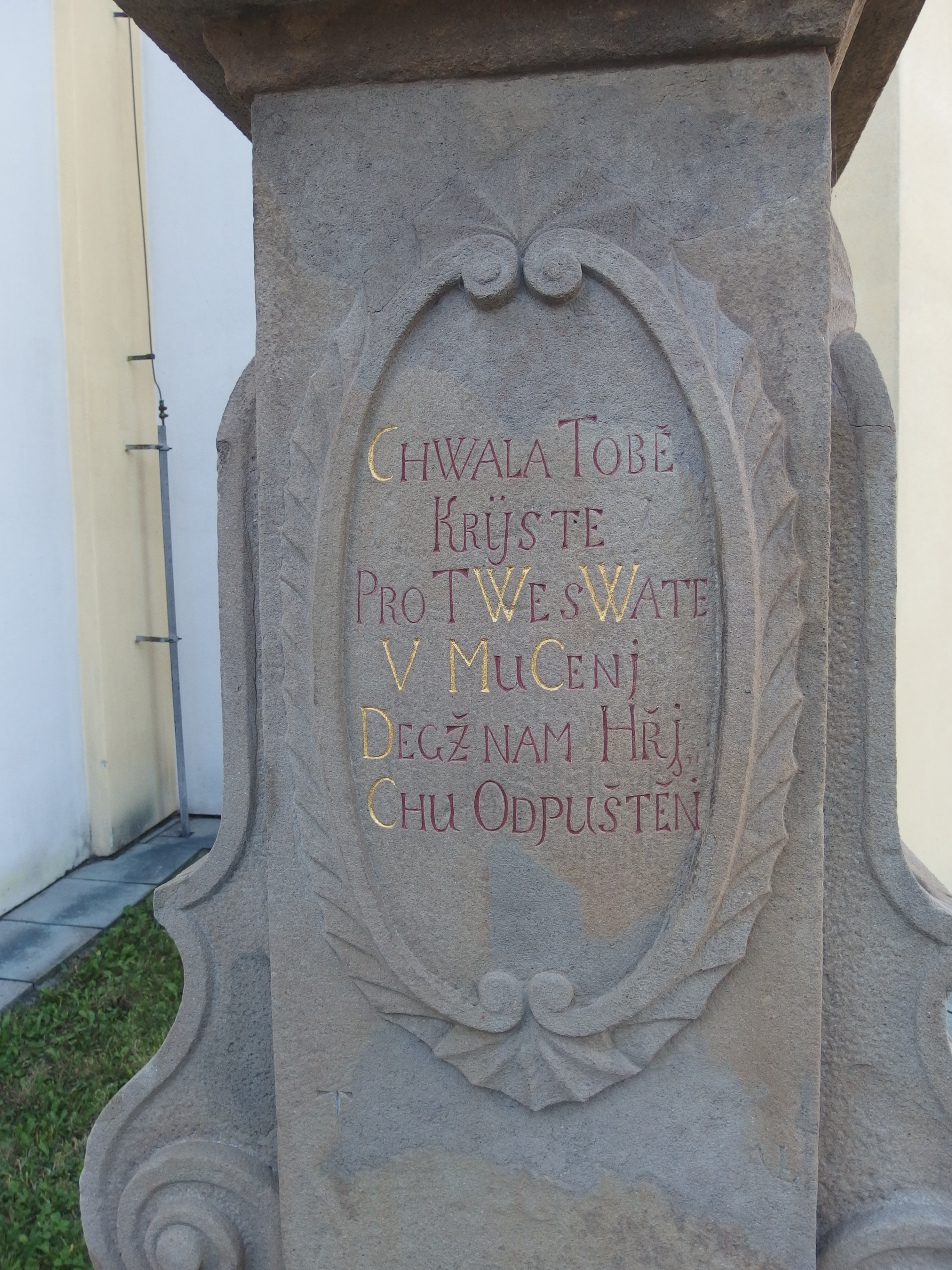
Podstavec kříže
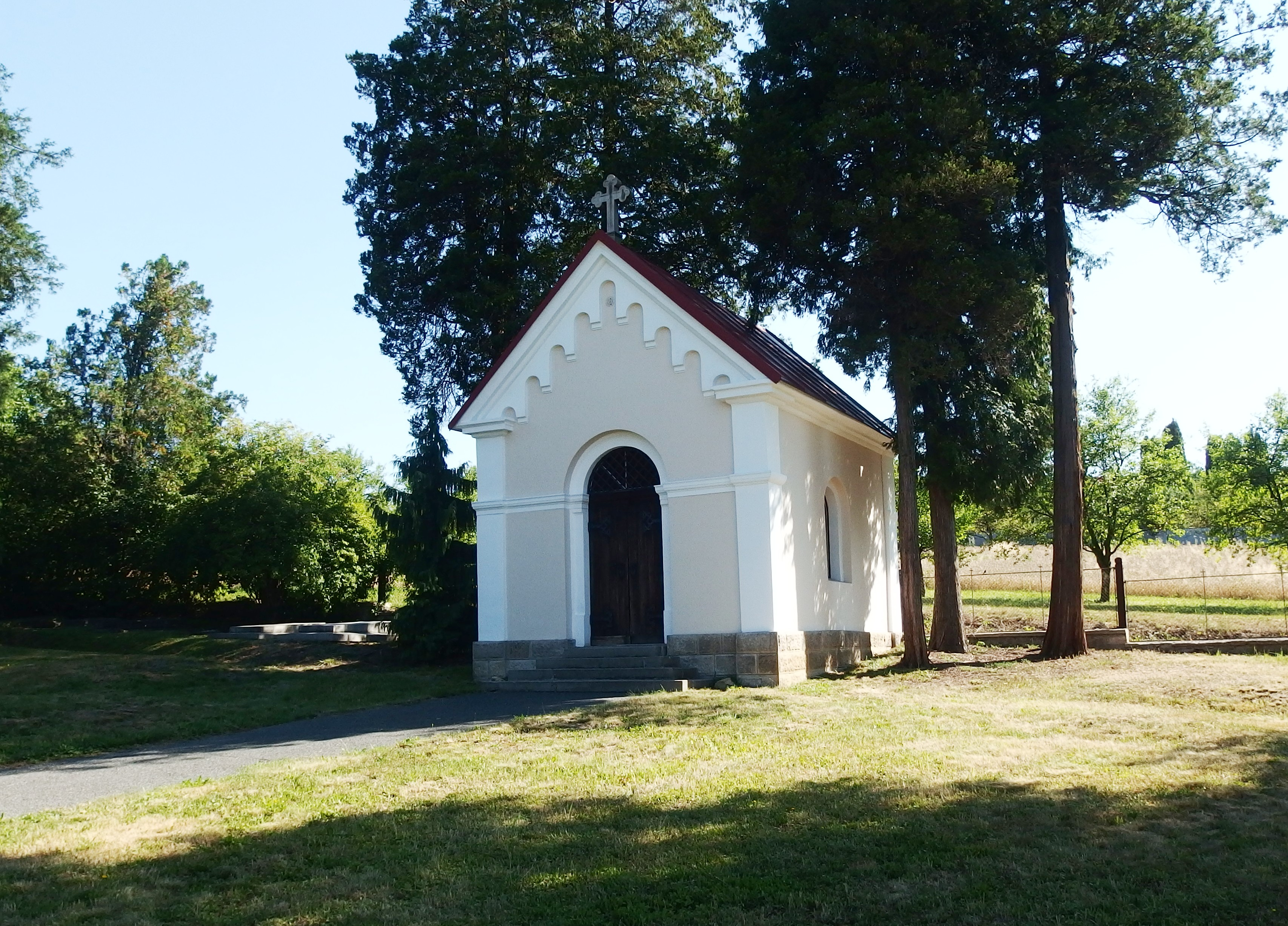
Kaple sv. Kříže